# Startle-reflexen
Startle-reflexen (ungefär 'skrämsel-reflexen') är en mycket gammal evolutionär försvarsrespons, som innebär att haja eller hoppa till vid plötslig stark stimulering, och i synnerhet reflexen att blinka. 
Startle-reflexen uppkommer vid överraskning, och är den sekundsnabba reaktionen på plötsliga stimuli. Carney Landis och William Alvin Hunt började 1939 startle-reflexforskningen genom studier på den ögonblickliga responsen på att höra en pistol avfyras. De studerade framför allt helkroppsreflexen på stimulit, och konstaterade att huvudet kastas fram, att kroppen gjorde en vågrörelse från buken och ner till knäna (som får knäna att vika sig), och att den första reaktionen kunde avläsas i blinkningar. Därefter har forskningen i synnerhet koncentrerat sig på blinkningsreflexen, vilket är vad som i första hand avses med denna reflex. Reflexen brukar studeras med hänseende till upplevd fara, psykisk spänning och uppmärksamhet.
Blinkningsreflexen uppkommer i normalfallet 30-50 tusendels sekunder efter ett plötsligt auditivt stimuli. Reflexen är mycket känslig för habituering, men kan också mycket snabbt återkomma vid nya stimuli.
Hur startle-reflexen fortlöper beror på personens uppmärksamhet kring stimulit. Reflexen beror också på den spontana upplevelsen av fara förknippad med plötsliga ljud, och hänger ihop med flykt- och kampresponsen. Reflexen blir starkare och mer långvarig av att stimulit upplevs som obehagligt, oavsett om stimulit är ett ljud- eller synintryck. Också förväntningar vid tillfället när reflexen triggas igång påverkar dess styrka: om personen under tiden hör talas om en farlig situation blir startle-reflexen intensivare än om den triggas igång mot bakgrund av neutrala sinnesintryck. Chock ger den mest uttalade reflexen. Valensen (intrycket av huruvida stimulit är behagligt eller obehagligt) påverkar också hjärtfrekvensen, negativ valens ökar hjärtats påverkan mer.
Människor med ångest har förstärkt startle-reflex. Psykopater [föråldrad term] däremot, reagerar mindre eller inte alls affektivt på negativa stimuli. Personer med anhedoni (depressioner, schizotypi och åldrande) reagerar mindre på positiva stimuli.